# Bauernbewegung in Japan
Die Bauernbewegung in Japan (japanisch 農民運動, Nōmin undō) zur Verringerung der Steuerlast und des Pachtzins entwickelte sich nach der Meiji-Restauration 1868 landesweit und in politischer Form.

## Vorgeschichte
Vor der Meiji-Restauration 1868 gehörte das Land überwiegend den lokalen Fürsten, also den Daimyō, oder dem Shogunat. Die Einkommen kamen der Samurai-Klasse zugute. Es gab in der späteren Edo-Zeit zunehmend Aufstände der Bauern gegen die hohe Besteuerung, die als „Ikki“ (一揆) in die Geschichte eingegangen sind. Sie richteten sich gegen die jeweiligen Landesherren, die Daimyō, waren also selten großräumige Aufstände.

## Entwicklung seit 1868
Nach der Meiji-Restauration kam es im Juli 1873 zu einer Steuerreform. 3 % des Geldwertes des Landes wurde als Steuer festgesetzt und musste jährlich in bar an den Staat gezahlt werden. Später kam noch 1 % für die lokalen Behörden und die Dörfer dazu. Heftiger Widerstand führte dazu, dass 1877 die zentrale Steuer auf 2,5 % und die lokale auf 0,5 % reduziert wurde. Matsukata Masayoshis Finanzpolitik der Deflation führte in den ländlichen Gegenden zur Depression und zu großen Aufständen in den beginnenden 1880er Jahren. Beispielhaft dafür ist der Aufstand in Chichibu 1884, bei dem 7 bis 10.000 Bauern Büros der örtlichen Verwaltung, Büros der Geldverleiher verwüsteten und kurzfristig Stadt und Landkreis kontrollierten.
Die rasche Zunahme der Pachtanteils führte dazu, dass ab 1900 das Pachtproblem ein wichtiger Inhalt der Protestbewegung wurde. Die Proteste nahmen zu, insbesondere nach dem 1. Weltkrieg. So gründeten Kagawa Toyohiko (1888–1960) und Sugiyama Motojiro (杉山 元治郎; 1885–1964) 1922 die erste Vereinigung von Landwirten in Japan, die „Nihon Nōmin Kumiai“ (日本農民組合), mit dem Ziel, die Proteste zu koordinieren und die Wohlfahrt der Bauern zu verbessern. Die Vereinigung wuchs schnell und spielte eine große Rolle in den Auseinandersetzungen, litt aber zunehmend unter inhaltlichem und personellem Streit, beflügelt durch die linksgerichteten Bewegungen der Zeit. Insgesamt schlossen sich nur wenige Prozente der landwirtschaftlich arbeitenden Bevölkerung der Gewerkschaftsbewegung an. Kleine Auseinandersetzungen im Zusammenhang mit der Pacht blieben in den 1930er Jahren zahlreich, aber Koordination auf nationaler Ebene blieb aus, obwohl rechtsgerichtete Elemente, geführt von Hirano Rikizō (平野 力三; 1898–1981), bis zum Pazifikkrieg eine Art nationale Organisation bildeten.
Nach dem Krieg entstand 1946 die Japan Farmer’s Union wieder neu. Die Proteste richteten sich vornehmlich gegen Steuern und Anbauquoten, aber mit der Landreform 1948 (農地改革, Nōchi kaikaku) – eine bedeutende Maßnahme unter amerikanischer Mitwirkung während der Besetzung – waren die größten Probleme gelöst, die Aktivitäten der Landwirte nahmen ab. Dazu kam, dass die vereinigte Front der Landwirte nicht lange währte: sie litt nach 1947 unter der zerstrittenen Führerschicht. Zunehmender Wohlstand hat dann zusätzlich den Schwung aus der Bewegung genommen.
1961 wurde der Aktivist der Bauernbewegung und Schriftsteller Aoki Keiichirō (青木 恵一郎; 1905–1988) für seine „Geschichte der Bauernbewegung Japans“ (日本農民運動史, Nihon nōmin undōshi) mit dem Mainichi-Kulturpreis ausgezeichnet.